# Jean-Claude Colliard
Jean-Claude Colliard (* 15. März 1946 in Paris; † 27. März 2014 ebenda) war ein französischer Jurist, Hochschullehrer und Verwaltungsbeamter, der unter anderem zwischen 1998 und 2007 Mitglied des Verfassungsgerichts (Court constitutionnel) war.

## Leben

### Studium, Dozent und Professor
Colliard absolvierte nach dem Besuch des Lycée Champollion in Grenoble sowie des Lycée Henri IV in Paris ein Studium der Politik- und Rechtswissenschaften an der Universität Paris, das er zunächst mit einem Diplômé d’études supérieures de science politique abschloss. Daneben studierte er am renommierten Institut für politische Studien SciencesPo (Institut d’études politiques de Paris), das er ebenfalls mit einem Diplom abschloss. Im Anschluss begann er 1968 seine berufliche Laufbahn als Wissenschaftlicher Assistent an der Juristischen Fakultät der Universität von Paris beziehungsweise der daraus 1971 entstandenen Université Paris 1 Panthéon-Sorbonne, an der er 1973 Dozent (Maître de conférences) wurde.
Nach einem Postgraduiertenstudium im Fach öffentliches Recht erwarb Colliard neben einem Diplômé d’études supérieures de droit public auch einen Doktor der Rechte. Anschließend nahm er 1974 den Ruf auf eine Professur am Regionalen Verwaltungsinstitut IRA (Institut régional d’administration) in Nantes an und unterrichtete dort bis 1980 sowie daneben auch als Dozent am SciencesPo von 1975 bis 1981. 1980 folgte er dem Ruf auf eine Professur an der Universität Nantes und war dort zwischen 1980 und 1982 auch Dekan der Fakultät für Rechts- und Politikwissenschaften.

### Verwaltungsbeamter und Mitglied desCourt constitutionnel
1981 wurde Colliard zunächst Vize-Kabinettschef von Staatspräsident François Mitterrand und war danach zwischen 1982 und dem Ende der ersten Amtszeit 1988 Kabinettschef des Staatspräsidenten. Daneben nahm er 1985 den Ruf auf eine Professur an der Université Paris 1 Panthéon-Sorbonne an.
Im Anschluss übernahm er 1988 die Funktion als Kabinettschef des Präsidenten der Nationalversammlung Laurent Fabius und behielt diese bis 1992.
Neben seiner Lehrtätigkeit wurde er 1995 auch Direktor der Abteilung für Politikwissenschaften an der Université Paris 1 Panthéon-Sorbonne.
Am 21. Februar 1998 wurde Colliard vom Präsidenten der Nationalversammlung Laurent Fabius für eine neunjährige Amtszeit zum Mitglied des Verfassungsgerichts, des Court constitutionnel, nominiert. Die Funktion bekleidete er vom 3. März 1998 bis 3. März 2007.
Danach war er zwischen 2009 und 2012 Präsident der Université Paris 1 Panthéon-Sorbonne sowie zuletzt seit Juni 2012 bis zu seinem Tod Präsident der HeSam Université.
Für seine langjährigen Verdienste wurde Colliard zum Kommandeur der Ehrenlegion ernannt sowie mit dem Ritterkreuz des Ordre des Palmes Académiques geehrt. Er starb am 27. März 2014 im Alter von 68 Jahren.

## Veröffentlichungen
- Les Républicains indépendants (1971)
- Les régimes parlementaires contemporains (1978)